# Elaine Kibaro
Elaine Kibaro, née à La Goulette en Tunisie, est une auteure-compositrice-interprète française.
Elle est connue pour sa chanson Aurore qui lui valut le surnom de « chanteuse à quatre bras » pour son jeu de scène.
Elaine Kibaro est également l’auteure de nombreux ouvrages parmi lesquels « Parole Magique » et d’une série de films pour la télévision et le cinéma : Ces phrases qui ont changé ma vie, L’Amour avec des mots. Elle a créé Bonneheure.tv, une chaine pour une éducation à la paix qui regroupe ses émissions, films et événements spectacles dans le cadre de la Semaine mondiale pour le désarmement parrainée par l’ONU depuis 2006.

## Biographie
Née à La Goulette, le port de Tunis, Elaine Kibaro enregistre son premier 45 tours De l’autre côté du miroir en 1978 chez Carrère, également enregistré en arabe, en hébreu et en espéranto.
À la suite de son premier passage en télévision dans l’émission Mosaïque sur FR3, cinq mille téléspectateurs demandent la rediffusion de sa chanson en français et en arabe (paroles en arabe apprises phonétiquement). Elaine Kibaro exécute sur ses textes des gestes inspirés de la danse indienne[réf. nécessaire]. En 1978 elle participe aux Découvertes TF1 qui lui demandent une chorégraphie à quatre bras sur son titre Aurore. Cette émission lui vaut le surnom de « chanteuse à quatre bras ».
En 1979 Les Rendez-vous du dimanche de Michel Drucker choisissent le titre Ouvrez-moi de son premier album Miroirs. On la voit ensuite sur scène, et en France ou au Luxembourg dans des émissions TV, comme celles de Guy Lux ou des Jeux de 20 heures. Elle présente l’album et le spectacle Kiroël en 1989 au Casino de Paris[réf. nécessaire]  et Les Esprits de la Terre en 1992 à L'Olympia.
À partir de son spectacle au Trianon en 2004, Elaine Kibaro soutient l’œuvre de Mère Isabelle (l’équivalent de Mère Teresa au Vietnam) qui s’occupe des enfants des rues. En 2006, l’Ambassadeur André Lewin (ancien porte-parole du secrétaire général de l’ONU) lui confie la réalisation pour la France des différents événements liés à la Semaine mondiale pour le désarmement parrainée par l’ONU, en raison de ses différentes actions en faveur de la Paix[réf. nécessaire]. Ces événements ont réuni des personnalités de la chanson, du cinéma et du sport qui œuvrent pour la paix dans le monde. Elaine Kibaro crée ainsi Bonneheure.tv, chaîne Internet dédiée à l’éducation à la paix. Elle y invite le psychosociologue Jacques Salomé pour la série d’émissions Rencontres des Temps Nouveaux, ainsi que des personnalités comme Marek Halter, Enrico Macias, Rika Zaraï, Michel Boujenah, Claude Lelouch ou Michel Jonasz. Elle devient également réalisatrice et productrice de films (fiction, docufiction et documentaires).

## Films
- 1990 : L’Habitant du Cœur (court métrage, conte musical, 18 min)
- 2007-2013 : Rencontres des temps nouveaux (série de 4 émissions psycho musicales de 52 min)
- 2010 : Ces phrases qui ont changé ma vie (docu fiction musical, 120 min)
- 2011 : Le Chemin des Merveilles (documentaire musical, 88 min)
- 2011 : L’Évènement pour un monde meilleur (documentaire, 30 min)
- 2012 : L’Amour avec des mots (film long métrage musical, 129 min)
- 2013 et 2016 : Paix épisodes 1 et 2 (documentaires 98 min et 110 min)
- 2014 : Naissances (série de 6 fois 1 heure avec Jacques Salomé + documentaire 90 min)
- 2014 : Retour à La Goulette (réalisation Florence Chaumont, documentaire, 30 min)
- 2016 : Bodrum (documentaire, 90 min)
- 2016 : La relation toxique (réalisation Florence Chaumont, interview 52 min)
- 2016 : Couple : sortir du scénario de destruction (avec Diane Bellego, 120 min)
- 2017 : Le Pouvoir des mots (talkshow, 110 min)
- 2018 : Paix (97' épisode 3)
- 2019 : Florilège Bonneheure.tv (70')
- 2020 : Rétrospective Elaine Kibaro, chanteuse de la Paix (127' réalisation Mikaël Visier)
- 2021 : Elaine Kibaro au théâtre du Temps (60' spectacle internet , réalisation Philippe Gibert)
- 2022 :God Mystère (52' épisode pilote série God Mystère)
- 2023 : God Mystère (film d'Elaine Kibaro154' et série 6 fois 25') et Les Contes de Tata Noël (90')
- 2024 : Lumière (90' émission musicale)

## Discographie

### Albums
- Miroirs (33T. c/o Decca)
- Au Soleil (33T. c/o LCProd)
- L’Habitant du Cœur (c/o LCProd)
- Le long du Fleuve Amour (33T.c/o Socadisc)
- Kiroël (CD c/o Harmonie)
- Les Esprits de la terre (CD c/o Eleusis)
- L’Une (CD c/o Socadisc)
- Live au Casino de Paris (1998) (CD c/o Socadisc)
- L’Intense (CD c/o Caracal)
- A l’Enfant-Roi (jeune public) (CD c/o Caracal)
- Mondes (CD c/o Disques Dom, réédition c/o Wild Palms Music)
- Les Grandes Scènes (Coffret 3 CD live+ 1 DVD c/o Wild Palms Music)
- L’Intemporel (Double CD live et CD simple c/o Mosaïc Music)
- Les Contes de la Licorne (CD+DVD c/o Zimbalam)
- Dans la Forêt (CD+DVD c/o Zimbalam)
- L’Amour avec des mots (CD c/o Zimbalam)
- Goulettoise44 (CD c/o Indiz)
- Sur mon Cheval Blanc (Live CD c/o Zimbalam)
- Sur mon Cheval Blanc (CD c/o Promobuzz)
- Elaine et les Nations (CD c/o Clavis Films)
- Mon chat m'a dit (CD c/o IMusician)
- Mon chat m'a dit Live 2021 (CD/DVD c/o Clavis Films)

### 45 tours, singles et LP
- De l’autre côté du Miroir (45T. c/o Carrère)
- Aurore (45T. c/o Carrère)
- Fajrann (45T. c/o World Music)
- Pour Elle (45T. c/o LCProd)
- Secret (45T. c/o LCProd)
- L’Amour pour bouclier (L’or rouge de l’amour) (45T. c/o Expérience)
- Le long du fleuve Amour (45T. c/o LCProd)
- Ne doute pas (45T. c/o ORIAN)
- La même vie (single c/o Mikaël Prod)
- Cet Amant-là (single c/o Caracal)
- Chaud comme de la laine (single c/o Caracal)
- L’Intemporel (single c/o Mosaïc Music)
- Que soit la Paix (CD Extra c/o Indiz)
- Sur mon Cheval Blanc (single avec clips c/o Indiz)
- Mon chat m'a dit (c/o iMusician)
- Fajrann (c/o Emotional Rescue)
- Deux enfants (LP c/o iMusician)
- Merci Messieurs les Présidents (single Tunecore)
- Au creux de moi (c/o Pocket of Light)
- Lumière (LP iMusisician)

## DVD/VOD (spectacles)
- L’Intense Live 2001 (DVD c/o Wild Palms Music VOD c/o Bonneheure.tv)
- Jazzy Live 2005 (DVD c/o Wild Palms Music, VOD c/o Bonneheure.tv)
- La Mutualité « De la Paix »/ONU 2006 (DVD c/o Mosaïc Music, VOD c/o Bonneheure.tv)
- L’Intemporel Live 2007 (DVD c/o Mosaïc Music, VOD c/o Bonneheure.tv)
- De l’autre côté du Miroir, La Goulette Casino de Paris live 2009/ONU - + Les Clips de 1989 à 2008 (Double DVD c/o Mosaïc Music, VOD c/o Bonneheure.tv)
- Ma Tunisie, Peuples de la Paix live 2012 (DVD/CD c/o Bonneheure.tv)
- Ces phrases qui ont changé ma vie (docu fiction DVD c/o Indiz VOD c/o Bonneheure.tv)
- Le Chemin des Merveilles (documentaire VOD c/o Bonneheure.tv)
- L’Amour avec des mots (film long métrage VOD c/o Bonneheure.tv)
- Sur mon Cheval Blanc (DVD/CD c/o Bonneheure.tv)
- Elaine et les Nations (DVD/CD c/o Clavis Films)
- Mon chat m'a dit Live 2021 (CD/DVD c/o Clavis Films)
- God Mystère (CD/DVD Bonneheure.tv)
- Lumière (VOD Bonneheure.tv)